# Бернская конвенция об охране литературных и художественных произведений
Бе́рнская конве́нция по охра́не литерату́рных и худо́жественных произведе́ний (часто просто Бе́рнская конве́нция) (англ. Berne Convention for the Protection of Literary and Artistic Works) — международное соглашение в области авторского права, принятое в Берне, Швейцарии, в 1886 году. Является ключевым международным соглашением в этой области.
В настоящее время администрируется Всемирной организацией интеллектуальной собственности.

## История

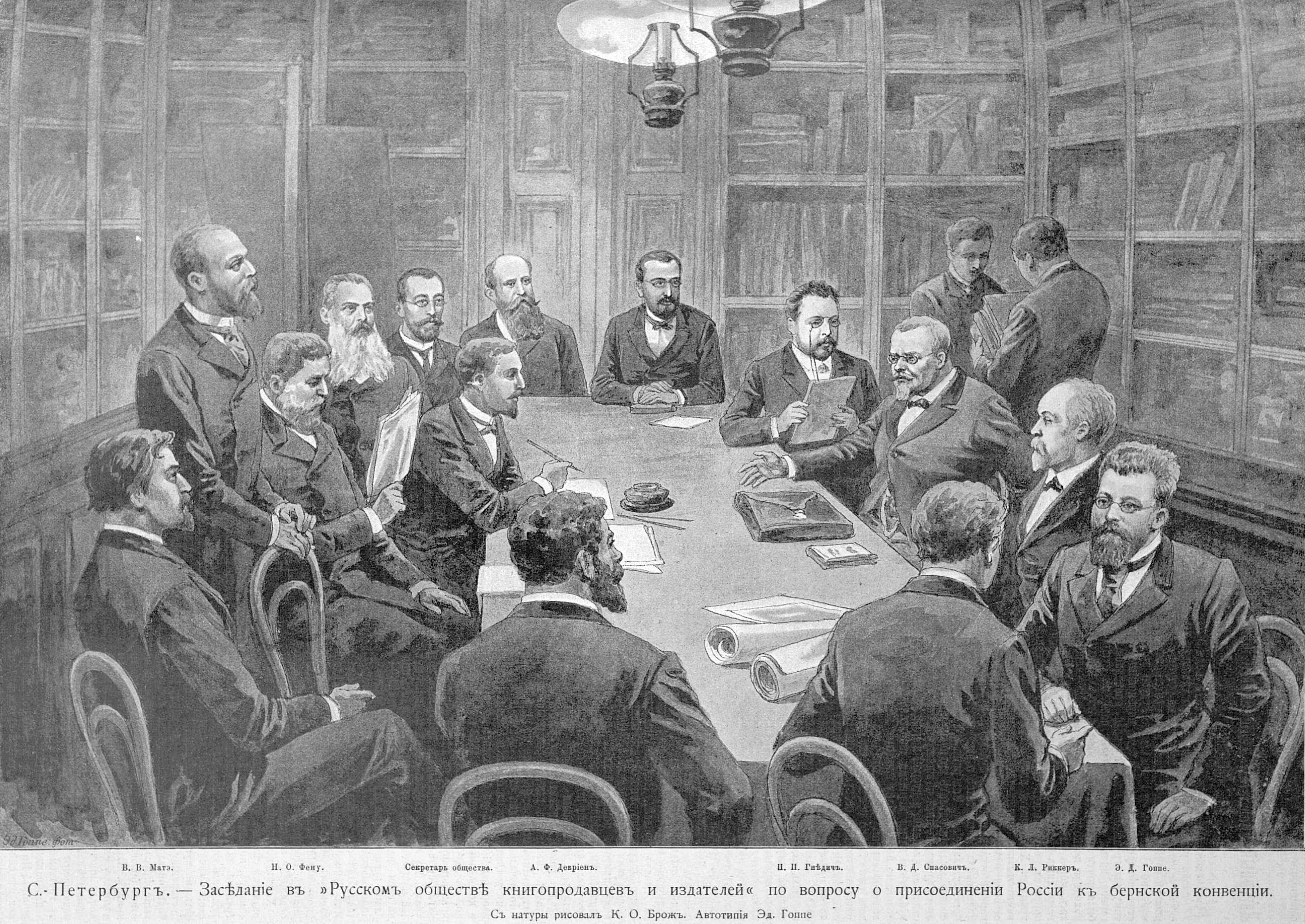
Обсуждение конвенции в России в 1893 году.

Бернская конвенция была принята 9 сентября 1886 года в Берне, Швейцария. Первыми участниками конвенции были: Бельгия, Германия, Франция, Испания, Великобритания, Тунис и Швейцария.
Конвенция пересматривалась несколько раз: в 1896 году в Париже, в 1908 году в Берлине, в 1914 году в Берне, в 1928 году в Риме, в 1948 году в Брюсселе, в 1967 году в Стокгольме и в 1971 году в Париже.
При выборе названия международной конвенции было предложено Union pour la protection de la Propriété littéraire et artistique (с фр. — «Союз по защите литературных и художественных ценностей»), но против такого названия выступила делегация из Германии, так как по своим внутренним законам она защищает не литературную собственность, а авторское право (нем. Urheberrecht). Французы же выступили против этого термина (фр. Droit d'auteur), хотя и использовали его в договоре с Германией в 1883 году. В итоге на конференции 1885 года было решено воспользоваться термином «pour la protection des ouevres» (рус. об охране произведений), хотя он и не был вполне точен, так как описывает произведения, а не права на них.
Административные функции в отношении Бернской конвенции осуществляет Всемирная организация интеллектуальной собственности с момента своего основания в 1967 году.
США присоединились к конвенции в 1989 году.
Задолго до принятия этой конвенции Россия заключила отдельные конвенции о литературной и художественной собственности в 1861 году с Францией и в 1862 году с Бельгией. Впоследствии, в связи с предполагаемым принятием в 1886 году Бернской конвенции, 9 (21) августа 1885 года было объявлено Высочайшее повеление о прекращении действия названных конвенций с Францией и Бельгией соответственно с 2 (14) июля и с 2 (14) января 1887 года.
Российская Федерация присоединилась к конвенции 13 марта 1995 года с оговоркой о том, «что действие Бернской конвенции об охране литературных и художественных произведений не распространяется на произведения, которые на дату вступления этой Конвенции в силу для Российской Федерации уже являются на её территории общественным достоянием». 11 декабря 2012 года оговорка была отозвана правительством РФ, что являлось одним из условий вступления России в ВТО.
По состоянию на 2022 год участниками Бернской конвенции является 181 государство.

## Основные принципы
Конвенция устанавливает ряд принципов международного авторского права, которые получили свои собственные названия.
Принцип национального режима — в соответствии с ним каждая страна-участник конвенции предоставляет гражданам других стран-участниц по меньшей мере те же авторские права, что и своим собственным гражданам. Любые разбирательства по поводу попадающих под конвенцию произведений происходят по законам страны, на территории которой они используются (издаются, публично исполняются, передаются в эфир и т. д.). В отличие от, скажем, договорного права, никакой импорт иностранного законодательства в авторско-правовые отношения внутри страны не допускается. Например, французский закон об авторском праве применим к любым материалам, публикуемым или исполняемым на территории Франции, вне зависимости от того, где эти материалы были первоначально созданы.
Принцип независимости охраны — охрана произведения в каждой стране никак не зависит от охраны произведений в других странах, в том числе в стране происхождения произведения. Из этого принципа есть одно исключение — закон может предусматривать прекращение охраны произведения, срок охраны которого уже истёк в стране происхождения произведения.
Принцип автоматической охраны — авторское право не требует для использования каких-либо предварительных формальностей (типа регистрации, особого заявления о претензиях на копирайт, разрешения властей и т. д.) и возникает автоматически в момент фиксации произведения в материальной форме (для граждан стран-членов конвенции) или первой публикации (для опубликованных в этих странах произведений иностранных авторов).
Презумпция авторства — в отсутствие доказательств обратного автором считается тот, чьё имя или псевдоним указаны на обложке книги. Конвенция не содержит определение авторства, поэтому в разных странах понятия об авторстве некоторых произведений могут отличаться. Например, в России автором может быть только человек, за исключением отдельных и строго определённых видов произведений, созданных в СССР, в то время как США признаёт авторство юридических лиц. Авторство произведения определяется по законам страны происхождения.

## Права, устанавливаемые конвенцией
Бернская конвенция устанавливает минимальный уровень авторских прав, которые должны предоставлять страны-члены конвенции. Формально говоря, устанавливаемые в Конвенции права устанавливают только уровень прав, предоставляемых на основе конвенции иностранным авторам. В сочетании с принципом национального режима становится довольно трудно выполнить конвенцию и не обеспечить указанные права также и своим гражданам. Тем не менее существуют и законы в рамках конвенции, небольшие исключения, касающиеся только внутренних дел. США, например, не признают авторских прав на служебные произведения федеральных государственных служащих.
Конвенция требует предоставления авторам следующих исключительных (то есть имущественных прав, представляющих собой форму присвоения результатов интеллектуальной деятельности, а также предоставляющих возможность использовать по своему усмотрению и запрещать использовать другим лицам данные результаты) или «экономических» прав:
- Право на воспроизведение (reproduction) произведения любым способом и в любой форме (статья 9)
- Право на перевод (статья 8)
- Право следования (статья 14ter)
- Право на публичное вещание (теле-, радио-, через эфир или по проводам) (статья 11bis)
- Право на публичное исполнение (для драматических и музыкальных произведений) (статья 11)
- Право на публичное чтение (для литературных произведений) (статья 11ter)
- Право на переделки, аранжировки и другие изменения произведения (право на переработку) (статья 12)
- Право на кинематографическую переделку произведения (статья 14)

Минимальный срок этих прав для большинства произведений устанавливается как вся жизнь автора и 50 лет с года его смерти. Для произведений, опубликованных анонимно (или под неизвестным публике псевдонимом), — 50 лет с момента публикации. Минимальный срок охраны для фотографий — 25 лет, для кинематографических произведений — 50 лет с момента создания или первого показа. Для произведений декоративно-прикладных жанров минимальный срок не установлен. На практике вычисление надлежащего срока охраны ещё более сложно, требует учёта различных тонкостей международных отношений, национальных законодательств и судьбы конкретных произведений.
Кроме того, статья 6bis предусматривает особое право автора признаваться автором и защищать произведение ото всякого искажения, способного нанести ущерб его репутации.
Право следования (статья 14ter) — это право в отношении оригиналов произведений искусства и оригиналов рукописей писателей и композиторов автор, а после его смерти лица или учреждения, управомоченные национальным законодательством, пользуются неотчуждаемым правом долевого участия в каждой продаже произведения, следующей за первой его уступкой, совершенной автором произведения.